# Grégoire Champion
Grégoire Champion est un acteur français, né le 4 août 2000.
Il se fait connaître grâce à ses rôles de Timothée Brunet dans le feuilleton télévisé Demain nous appartient et de Clément Lefebvre dans la série télévisée Askip.

## Biographie
En 2017, Grégoire Champion commence sa carrière d'acteur à la télévision, dans un épisode de la série Joséphine, ange gardien, aux côtés de Mimie Mathy en plein camp estival avec d'autres adolescents.
En 2018, la production de TF1 lui propose le rôle de Timothée, l'adolescent autiste, pour la deuxième saison du feuilleton Demain nous appartient : il a « accepté de relever le challenge »,. Même année, il apparaît en jeune homme du square dans le grand écran Mauvaises herbes de Kheiron.
En avril 2020, il joue le rôle de Clément Lefebvre, un des adolescents du collège François Truffaut, dans la série de faux documentaire Askip, diffusée sur la plateforme numérique jeunesse Okoo appartenant à France télévisions.
En février 2022, il apparaît dans le rôle de Yann Gautier, le jeune jockey assassiné, dans les deux derniers épisodes de la série Alice Nevers , le juge est une femme.

## Filmographie

### Cinéma

#### Longs métrages
- 2018 : Mauvaises herbes de Kheiron : le deuxième jeune homme du square

### Télévision

#### Téléfilm
- 2019 : Le Premier oublié de Christophe Lamotte : Noé

#### Séries télévisées
- 2017 : Joséphine, ange gardien : Léonard (saison 18, épisode 2 : Le mystère des pierres qui chantent)
- 2017 : Sam : Roméo (rôle secondaire ; saison 2, 6 épisodes)
- 2018-2025  : Demain nous appartient : Timothée Brunet (feuilleton ; épisodes 267 à 1920)
- 2020-2021 : Askip : Clément Lefebvre (rôle principal ; saisons 1 et 2, 32 épisodes)
- 2020 : Commissaire Magellan : Arthur Levasseur (saison 10, épisode 8 : Le Bonheur des autres)
- 2022 : Alice Nevers , le juge est une femme : Yann Gauthier (saison 19, 2 épisodes)
- 2023 : Liaison : Fils de Taraud (saison 1, épisode 2)
- 2024 : Mademoiselle Holmes : Léo Perret (saison 1, épisode 6)